# Ulica Kolska w Warszawie
Ulica Kolska – ulica w warszawskiej dzielnicy Wola, biegnąca od ul. Okopowej do muru cmentarza żydowskiego.

## Historia
Ulica została wytyczona około 1925 jako gospodarcze i komunikacyjne zaplecze ul. Spokojnej. Jej nazwa została nadana uchwałą Rady Miejskiej z dnia 27 września 1926.
W 1929 odnotowano istnienie zabudowy na czterech posesjach, z czego trzy przyporządkowane były numeracji ulicy Kolskiej. W latach 20. powstała tam wytwórnia asfaltu i smoły braci F. i J. Cyganów, przypisano ją jednak do numeracji ul. Spokojnej. Pozostałe parcele w okresie międzywojennym zajmowały ogrody i nieużytki.
W czasie powstania warszawskiego, 11 sierpnia 1944, na ul. Spokojnej został odcięty pluton „Felek” wchodzący w skład batalionu „Zośka”. Podczas odwrotu przez ogrody przy ul. Kolskiej dostał się on pod ostrzał przez Niemców atakujących od strony cmentarza Powązkowskiego. Poległo kilkunastu powstańców, wśród nich dowódca plutonu Konrad Okolski ps. Kuba.
W czasie II wojny światowej zabudowa ul. Kolskiej nie została zniszczona.
Od 1964 pod nr. 2/4 ma siedzibę utworzona w 1956 Izba Wytrzeźwień w m.st. Warszawie. Z tego względu adres „Kolska” wśród warszawiaków został powiązany ze stanami upojenia alkoholowego czy alkoholizmem i w tym kontekście występuje np. w piosenkach Staśka Wielanka „Ja samokrytycznie” (Na Kolskiej już izba mnie zna) czy zespołu Endefis „Przez to wszystko jesteśmy obojętni” (co drugą noc kima na Kolskiej). W 2009 nazwę izby zmieniono na Stołeczny Ośrodek dla Osób Nietrzeźwych. Zapewnia on pobyt osobom z terenu Warszawy doprowadzanym do stanu wytrzeźwienia (Dział Izba Wytrzeźwień) lub deklarującym przerwanie ciągu alkoholowego (Dział Przerywania Ciągów Alkoholowych).
Pod nr. 13 ma siedzibę Pracownia Cieczy Instytutu Technicznego Wojsk Lotniczych, a pod nr. 12 wzniesiono nową siedzibę Naukowej i Akademickiej Sieci Komputerowej – Państwowego Instytutu Badawczego.